# Bagdal, Bidar
Bagdal là một làng thuộc tehsil Bidar, huyện Bidar, bang Karnataka, Ấn Độ.